# 352-га піхотна дивізія (Третій Рейх)
352-га піхотна дивізія (Третій Рейх) (нім. 352 Infanterie-Division) — піхотна дивізія Вермахту за часів Другої світової війни. Розгромлена в ході Нормандської битви. У вересні 1944 року відновлена як 352-га фольксгренадерська дивізія.

## Склад дивізії
- Штаб
- 914-й гренадерський полк (підполковник Ернст Хейн)
- 915-й гренадерський полк (підполковник Карл Мейер)
- 916-й гренадерський полк (полковник Ернст Гот)
- 352-й артилерійський полк (полковник Курт Вільям Окер)

- 1 дивізіон (12 гаубиць 10,5 см leFH 18/40)
- 2 дивізіон (12 гаубиць 10,5 см leFH 18/40)
- 3 дивізіон (12 гаубиць 10,5 см leFH 18/40)
- 4 дивізіон (12 гаубиць 15cm sFH 18)

- 352-й протитанковий батальйон (капитан Вернер Ян)
- 352-й інженерний батальйон (капитан Пауль Фріц)
- 352-й батальйон зв'язку (капітан Курт Ерхардт)
- 352-й запасний батальйон (капітан Герт Ейтель)
- 439-й «Східний батальйон» (капітан Ганс Беккер)

## Командування

### Командири
- генерал-лейтенант Дітріх Крайсс (нім. Dietrich Kraiß) (5 листопада 1943 — 6 серпня 1944, помер від поранень)